# Mary Gennaro Varale
Maria Gennaro Varale nota come Mary Varale (Marsiglia, 24 giugno 1895 – Genova, 9 dicembre 1963) è stata un'alpinista italiana.

## Biografia
Nasce a Marsiglia nel 1895 da Giovanni Gennaro e Olinta Pizzamiglio.
Inizia da giovane a frequentare la montagna dimostrandosi presto una forte scalatrice e raggiungendo tra gli anni venti e trenta il significativo numero di 217 cime, sia da prima che da seconda di cordata così come in solitaria. Conosciuta negli ambienti alpinistici come Mary Varale, in quanto moglie del giornalista Vittorio Varale che sposa nel 1933, è considerata una pioniera del mondo alpinistico femminile italiano.
Inizia a scalare nel 1924, impressionando per l'audacia e le capacità atletiche scalatori del calibro di Tita Piaz e stringendo amicizia con altri quali Riccardo Cassin o Emilio Comici, che considerava suo maestro.
Dotata di un carattere forte, oltre che di eccezionale tecnica e coraggio, ha dovuto lottare con il maschilismo imperante nella società e nell'alpinismo della prima metà del Novecento. In aperta polemica, si dimise dal Club Alpino Italiano (CAI) nel 1935 per la scelta del sodalizio di non voler concedere la medaglia al valor atletico ad Alvise Andrich, reo di essere stato semplicemente suo compagno di cordata, nonostante l'alto valore della scalata intrapresa sul Cimon della Pala. 
Nella lettera che inviò al CAI di Belluno si può leggere: In questa compagnia di ipocriti e di buffoni io non posso più stare, mi dispiace forse perdere la compagnia dei cari compagni di Belluno, ma non farò più niente in montagna che possa rendere onore al Club Alpino dal quale mi allontano disgustata anche per una ingiustizia commessa col rifiutarmi un articolo .
Mary Varale si allontanò progressivamente verso la metà degli anni trenta dall'arrampicata estrema, anche a causa di un'artrite precoce. Assistita dal marito durante l'infermità, l'eccezionale scalatrice, come l'aveva definita Cassin, morirà a Genova.

## Salite sulle Alpi
Nel seguente elenco sono riportate alcune delle salite più significative di Mary Varale:
- Punta Sant'Anna, (Val Masino) Prima ascensione - via dei camini 1928
- Torre orientale (Catinaccio), Prima ascensione parete sud 1929
- Torri di Vajolet (Catinaccio), Prima traversata notturna 1929
- Teufalwandespitze, (Catinaccio), via Dibona, Prima ascensione femminile 1929
- Mongolﬁera (Larsec), Prima assoluta 1929
- Dito di Fabio (Larsec), Prima assoluta  1929
- Fiamma Pederiva (Larsec), Prima assoluta 1929
- Torre di Babele (Monte Civetta), Prima femminile 1930
- Cima dei Tre Scarperi (Brenta), Prima ascensione assoluta 1930
- Torrione Costanza (Grigna), parete N, Prima femminile e Seconda assoluta 1931
- Guglia Angelina (Grigna), Prima ascensione parete Est con Riccardo Cassin: via Mary 1931
- Castelletto inf. di Vallesinella (Brenta), via Kiene – Prima femminile 1931
- Campanile Basso (Brenta), via Fehrmann, Seconda femminile 1931
- Cima Margherita (Brenta), via Videsott, Prima femminile 1931
- Campanile Alto (Brenta), via Videsott, Prima femminile 1931
- Campanile Dibona (Popena), Prima femminile 1931
- Guglia di v. Popena alta (Popena), Prima femminile 1931
- Pomagagnon, spigolo Gilberti, Prima femminile 1931
- Spigolo del Fungo (Grigne), Prima ascensione diretta dalla Val Tesa (V grado sup.) 1932
- Guglia Angelina (Grigne), via 28 ottobre, Prima assoluta parete Ovest 1932
- Zuccone dei Campelli (Grigne), Prima ascensione Parete Ovest con Riccardo Cassin e Emilio Comici 1933
- Torre (Grigne), Prima ascensione parete SE 1933
- Cima Piccola Lavaredo Spigolo giallo (spigolo SE), Prima ascensione con Emilio Comici 1933
- Corno del Nibbio (Grigne), via Comici, Prima femminile (VI) 1934
- Torre piccola di Falzarego, Prima ascensione dello spigolo Sud con Emilio Comici 1934